# Independent Spirit a la millor fotografia
L'Independent Spirit a la millor fotografia (en anglès Independent Spirit Award for Best Cinematography) és un dels Premis Independent Spirit que es concedeixen anualment.

## Guanyadors i nominats
El guanyador de cada any es mostra sobre fons blau:

### Dècada del 1980
| Any  | Nominat(s)        | Pel·lícula                        |
| ---- | ----------------- | --------------------------------- |
| 1986 | Toyomichi Kurita  | Trouble in Mind                   |
| 1986 | Michael Ballhaus  | After Hours                       |
| 1986 | Barry Sonnenfeld  | Blood Simple                      |
| 1986 | Michael Chin      | Dim Sum: A Little Bit of Heart    |
| 1987 | Robert Richardson | Platoon                           |
| 1987 | Frederick Elmes   | Blue Velvet                       |
| 1987 | Robby Müller      | Down by Law                       |
| 1987 | Robert Richardson | Salvador                          |
| 1987 | Edward Lachman    | True Stories                      |
| 1988 | Haskell Wexler    | Matewan                           |
| 1988 | Robby Müller      | Barfly                            |
| 1988 | Fred Murphy       | The Dead                          |
| 1988 | Amir Mokri        | Slam Dance                        |
| 1988 | John Bailey       | Tough Guys Don't Dance            |
| 1989 | Sven Nykvist      | The Unbearable Lightness of Being |
| 1989 | Toyomichi Kurita  | The Moderns                       |
| 1989 | Gregory Cummins   | Patti Rocks                       |
| 1989 | Tom Richmond      | Stand and Deliver                 |
| 1989 | Robert Richardson | Talk Radio                        |

### Dècada del 1990
| Any  | Nominat(s)                        | Pel·lícula                                     |
| ---- | --------------------------------- | ---------------------------------------------- |
| 1990 | Robert Yeoman                     | Drugstore Cowboy                               |
| 1990 | Oliver Stapleton                  | Earth Girls Are Easy                           |
| 1990 | Robby Müller                      | Mystery Train                                  |
| 1990 | Toyomichi Kurita                  | Powwow Highway                                 |
| 1990 | Robert Tregenza                   | Talking to Strangers                           |
| 1991 | Frederick Elmes                   | Wild at Heart                                  |
| 1991 | Peter Deming                      | House Party                                    |
| 1991 | Bojan Bazelli                     | King of New York                               |
| 1991 | Amir Mokri                        | Life Is Cheap... But Toilet Paper Is Expensive |
| 1991 | Robert M. Young                   | The Plot Against Harry                         |
| 1992 | Walt Lloyd                        | Kafka                                          |
| 1992 | Roger Deakins                     | Homicide                                       |
| 1992 | Eric Alan Edwards i John Campbell | My Own Private Idaho                           |
| 1992 | Tom Richmond                      | Pastime                                        |
| 1992 | Johnny Jensen                     | Rambling Rose                                  |
| 1993 | Frederick Elmes                   | Night on Earth                                 |
| 1993 | Jon Jost                          | All the Vermeers in New York                   |
| 1993 | Jean de Segonzac                  | Laws of Gravity                                |
| 1993 | Edward Lachman                    | Light Sleeper                                  |
| 1993 | Ellen Kuras                       | Swoon                                          |
| 1994 | Lisa Rinzler                      | Menace II Society                              |
| 1994 | James Bagdonas                    | American Heart                                 |
| 1994 | Nancy Schreiber                   | Chain of Desire                                |
| 1994 | Elliot Davis                      | Equinox                                        |
| 1994 | Alex Vlacos                       | Ruby in Paradise                               |
| 1995 | John Thomas                       | Barcelona                                      |
| 1995 | Stevan Larner                     | The Beans of Egypt, Maine                      |
| 1995 | Jong Lin                          | Eat Drink Man Woman                            |
| 1995 | Alexander Gruzynski               | I Like It Like That                            |
| 1995 | Greg Gardiner                     | Suture                                         |
| 1996 | Declan Quinn                      | Leaving Las Vegas                              |
| 1996 | Tom Richmond                      | Little Odessa                                  |
| 1996 | Jim Denault                       | Nadja                                          |
| 1996 | Elliot Davis                      | The Underneath                                 |
| 1996 | Newton Thomas Sigel               | The Usual Suspects                             |
| 1997 | Roger Deakins                     | Fargo                                          |
| 1997 | Bill Pope                         | Llaços ardents (Bound)                         |
| 1997 | Rob Sweeney                       | Color of a Brisk and Leaping Day               |
| 1997 | Robby Müller                      | Dead Man                                       |
| 1997 | Ken Kelsch                        | The Funeral                                    |
| 1998 | Declan Quinn                      | Kama Sutra: A Tale of Love                     |
| 1998 | Alex Vendler                      | The Bible and Gun Club                         |
| 1998 | Frank DeMarco                     | Habit                                          |
| 1998 | Robert Elswit                     | Hard Eight                                     |
| 1998 | Michael Barrow i John Foster      | Sunday                                         |
| 1999 | Maryse Alberti                    | Velvet Goldmine                                |
| 1999 | Paul Sarossy                      | Affliction                                     |
| 1999 | Malik Sayeed                      | Belly                                          |
| 1999 | Tami Reiker                       | High Art                                       |
| 1999 | Matthew Libatique                 | Pi                                             |

### Dècada del 2000
| Any  | Nominat(s)                      | Pel·lícula                              |
| ---- | ------------------------------- | --------------------------------------- |
| 2000 | Lisa Rinzler                    | Three Seasons                           |
| 2000 | Harlan Bosmajian                | The City                                |
| 2000 | Jeffrey Seckendorf              | Judy Berlin                             |
| 2000 | Anthony Dod Mantle              | Julien Donkey-Boy                       |
| 2000 | M. David Mullen                 | Twin Falls Idaho                        |
| 2001 | Matthew Libatique               | Requiem for a Dream                     |
| 2001 | Xavier Grobet i Guillermo Rosas | Before Night Falls                      |
| 2001 | Tim Orr                         | George Washington                       |
| 2001 | John De Borman                  | Hamlet                                  |
| 2001 | Lou Bogue                       | Shadow of the Vampire                   |
| 2002 | Peter Deming                    | Mulholland Drive                        |
| 2002 | W. Mott Hupfel III              | The American Astronaut                  |
| 2002 | Giles Nuttgens                  | The Deep End                            |
| 2002 | Frank DeMarco                   | Hedwig and the Angry Inch               |
| 2002 | Wally Pfister                   | Memento                                 |
| 2003 | Edward Lachman                  | Far from Heaven                         |
| 2003 | Harris Savides                  | Gerry                                   |
| 2003 | Richard Rutkowski               | Interview with the Assassin             |
| 2003 | Alex Nepomniaschy               | Narc                                    |
| 2003 | Ellen Kuras                     | Personal Velocity: Three Portraits      |
| 2004 | Declan Quinn                    | In America                              |
| 2004 | Harris Savides                  | Elephant                                |
| 2004 | M. David Mullen                 | Northfork                               |
| 2004 | Mandy Walker                    | Shattered Glass                         |
| 2004 | Derek Cianfrance                | Streets of Legend                       |
| 2005 | Eric Gautier                    | Diarios de motocicleta                  |
| 2005 | Tim Orr                         | Dandelion                               |
| 2005 | David Greene                    | Redemption                              |
| 2005 | Ryan Little                     | Saints and Soldiers                     |
| 2005 | Maryse Alberti                  | We Don't Live Here Anymore              |
| 2006 | Robert Elswit                   | Good Night, and Good Luck               |
| 2006 | Adam Kimmel                     | Capote                                  |
| 2006 | John Foster                     | Keane                                   |
| 2006 | Harris Savides                  | Last Days                               |
| 2006 | Chris Menges                    | The Three Burials of Melquiades Estrada |
| 2007 | Guillermo Navarro               | El laberinto del fauno                  |
| 2007 | Anthony Dod Mantle              | Brothers of the Head                    |
| 2007 | Arin Crumley                    | Four Eyed Monsters                      |
| 2007 | Michael Simmonds                | Man Push Cart                           |
| 2007 | Aaron Platt                     | Wild Tigers I Have Known                |
| 2008 | Janusz Kamiński                 | The Diving Bell and the Butterfly       |
| 2008 | Rodrigo Prieto                  | Lust, Caution                           |
| 2008 | W. Mott Hupfel III              | The Savages                             |
| 2008 | Milton Kam                      | Vanaja                                  |
| 2008 | Mihai Malaimare Jr.             | Youth Without Youth                     |
| 2009 | Maryse Alberti                  | The Wrestler                            |
| 2009 | Lol Crawley                     | Ballast                                 |
| 2009 | Michael Simmonds                | Chop Shop                               |
| 2009 | James Laxton                    | Medicine for Melancholy                 |
| 2009 | Harris Savides                  | Milk                                    |

### Dècada del 2010
| Any  | Nominat(s)            | Pel·lícula                                      |
| ---- | --------------------- | ----------------------------------------------- |
| 2010 | Roger Deakins         | A Serious Man                                   |
| 2010 | Peter Zeitlinger      | The Bad Lieutenant: Port of Call New Orleans    |
| 2010 | Andrij Parekh         | Cold Souls                                      |
| 2010 | Adriano Goldman       | Sin nombre                                      |
| 2010 | Anne Misawa           | Treeless Mountain                               |
| 2011 | Matthew Libatique     | Black Swan                                      |
| 2011 | Harris Savides        | Greenberg                                       |
| 2011 | Adam Kimmel           | Never Let Me Go                                 |
| 2011 | Jody Lee Lipes        | Tiny Furniture                                  |
| 2011 | Michael McDonough     | Winter's Bone                                   |
| 2012 | Guillaume Schiffman   | The Artist                                      |
| 2012 | Joel Hodge            | Bellflower                                      |
| 2012 | Benjamin Kasulke      | The Off Hours                                   |
| 2012 | Darius Khondji        | Midnight in Paris                               |
| 2012 | Jeffrey Waldron       | The Dynamiter                                   |
| 2013 | Ben Richardson        | Beasts of the Southern Wild                     |
| 2013 | Roman Vasyanov        | End of Watch                                    |
| 2013 | Lol Crawley           | Here                                            |
| 2013 | Robert Yeoman         | Moonrise Kingdom                                |
| 2013 | Yoni Brook            | Valley of Saints                                |
| 2014 | Sean Bobbitt          | 12 Years a Slave                                |
| 2014 | Benoît Debie          | Spring Breakers                                 |
| 2014 | Bruno Delbonnel       | Inside Llewyn Davis                             |
| 2014 | Frank G. DeMarco      | All Is Lost                                     |
| 2014 | Matthias Grunsky      | Computer Chess                                  |
| 2015 | Emmanuel Lubezki      | Birdman or (The Unexpected Virtue of Ignorance) |
| 2015 | Lyle Vincent          | A Girl Walks Home Alone at Night                |
| 2015 | Darius Khondji        | El somni d'Ellis (The Immigrant)                |
| 2015 | Sean Porter           | It Felt Like Love                               |
| 2015 | Bradford Young        | Selma                                           |
| 2016 | Edward Lachman        | Carol                                           |
| 2016 | Cary Joji Fukunaga    | Beasts of No Nation                             |
| 2016 | Mike Gioulakis        | It Follows                                      |
| 2016 | Reed Morano           | Meadowland                                      |
| 2016 | Joshua James Richards | Songs My Brothers Taught Me                     |
| 2017 | James Laxton          | Moonlight                                       |
| 2017 | Ava Berkofsky         | Free in Deed                                    |
| 2017 | Lol Crawley           | The Childhood of a Leader                       |
| 2017 | Zach Kuperstein       | The Eyes of My Mother                           |
| 2017 | Robbie Ryan           | American Honey                                  |
| 2018 | Sayombhu Mukdeeprom   | Call Me by Your Name                            |
| 2018 | Thimios Bakatakis     | The Killing of a Sacred Deer                    |
| 2018 | Elisha Christian      | Columbus                                        |
| 2018 | Hélène Louvart        | Beach Rats                                      |
| 2018 | Joshua James Richards | The Rider                                       |
| 2019 | Sayombhu Mukdeeprom   | Suspiria                                        |
| 2019 | Ashley Connor         | Madeline’s Madeline                             |
| 2019 | Benjamin Loeb         | Mandy                                           |
| 2019 | Zak Mulligan          | We the Animals                                  |
| 2019 | Diego Garcia          | Wildlife                                        |